# کلمبوس نووا
کلمبوس نووا (انگلیسی: Columbus Nova) شرکت سرمایه‌گذاری آمریکایی است، که در سال ۲۰۰۰ تأسیس شد.